# Lissonota vidua
Lissonota vidua là một loài tò vò trong họ Ichneumonidae.